# Liste der geschützten Landschaftsbestandteile im Landkreis Bayreuth
Im Landkreis Bayreuth gab es im Juni 2023 insgesamt 14 ausgewiesene geschützte Landschaftsbestandteile. 
| Mager- und Feuchtwiesenkomplex östlich von Hintergereuth           | BW | 01/01, LB-00848 | Ahorntal, Körzendorf                | ⊙ | 14,7 | 2. Nov. 1994  |
| Laub- und Mischwälder am Leutzberg                                 | BW | 01/02, LB-00923 | Ahorntal, Christanz                 | ⊙ | 17,1 | 25. Sep. 2000 |
| Prallhang am Weißen Main mit Laubmischwald beim Vorderen Röhrenhof | BW | 03/01, LB-00869 | Bad Berneck, Escherlich             | ⊙ | 1,38 | 1. Okt. 1992  |
| Dolomitknock südöstlich Eichenstruth                               | BW | 04/01, LB-00802 | Betzenstein, Spies Zwei Teilflächen | ⊙ | 0,7  | 1. Aug. 1988  |
| Kalksinterbach bei Ramsenthal                                      | BW | 05/01, LB-00963 | Bindlach, Ramsenthal                | ⊙ | 0,98 | 1. März 2005  |
| Flachweiher bei Hörhof                                             | BW | 07/01, LB-00753 | Creußen, Boden                      | ⊙ | 2,47 | 1. Aug. 1986  |
| Sandgrube im Waldgebiet Hohenwart                                  | BW | 07/02, LB-00754 | Creußen                             | ⊙ | 1,1  | 25. Aug. 1986 |
| Hohlweg bei Vorlahm                                                | BW | 08/01, LB-00835 | Eckersdorf, Busbach                 | ⊙ | 0,9  | 1. März 1999  |
| Schachblumenwiesen bei Gesees                                      | BW | 12/01, LB-00898 | Gesees                              | ⊙ | 1,7  | 3. März 1993  |
| Schachblumenwiesen östlich von Heinersreuth                        | BW | 16/01, LB-00897 | Heinersreuth Zwei Teilflächen       | ⊙ | 4,16 | 3. März 1993  |
| Quell- und Übergangsmoore am Heinersbach                           | BW | 19/01, LB-00831 | Kirchenpingarten Sechs Teilflächen  | ⊙ | 6,25 | 2. Okt. 1989  |
| Anemonen-Kiefernwald bei Eichenstruth                              | BW | 25/01, LB-00844 | Plech                               | ⊙ | 2,81 | 2. Jan. 1992  |
| Doline nördlich von Döberschütz                                    | BW | 29/01, LB-00637 | Seybothenreuth                      | ⊙ | 0,78 | 20. Juni 1997 |
| Teich südwestlich der Tauritzmühle                                 | BW | 30/01, LB-00818 | Speichersdorf, Haidenaab            | ⊙ | 0,64 | 1. Feb. 1990  |
| Legende für Geschützter Landschaftsbestandteil                     |    |                 |                                     |   |      |               |